# Sheut
| Z1 | S36 | t |

| Z1 | S36 | t |

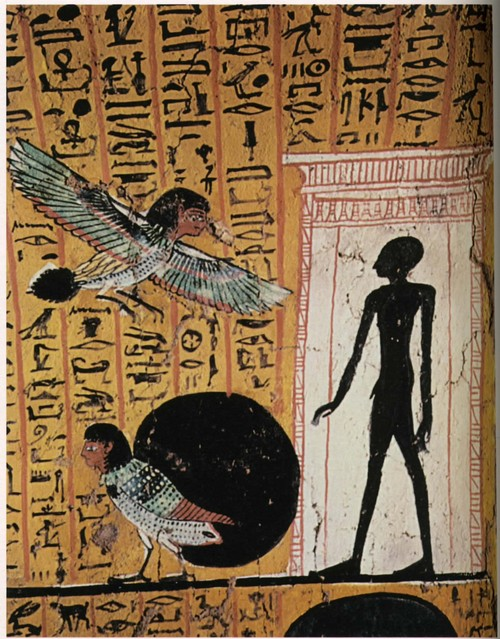
Salida al día de la sombra (Sheut) y el alma-Ba del difunto Irynefer, fresco de la tumba tebana TT290.

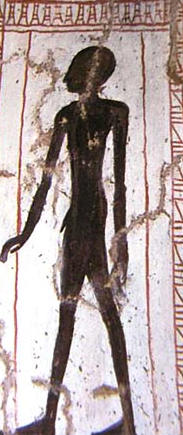
Detalle de Sheut.

Sheut, Shuit o Jaibit, para la mitología egipcia, literalmente la sombra de un ser humano, o de los seres animados, incluso la de los dioses, necher. La transliteración de su nombre en escritura jeroglífica es šwt, transcrito Sheut.
En las teorías funerarias de los antiguos egipcios, la sombra era considerada como una especie de entidad espiritual, constituyente de la identidad de cada persona, debido al evidente hecho de que una persona no existe sin sombra, y la sombra de cada persona no existe sin la misma; los antiguos egipcios conjeturaron que la sombra contenía algo esencial de la personalidad. Por esta asociación, a veces se hacía referencia a las estatuas de personas y deidades como sombras.
La idea respecto a la šwt era bastante similar a la que se tenía respecto al llamado Ka aunque, sin embargo, con muchos aspectos opuestos a este, pues mientras que en el Ka predominaban los aspectos positivos, en sheut prevalecían los negativos del individuo.
Frecuentemente las estatuas de las personas y de los dioses eran referidas como su šwt. La sheut era representada como una pequeña figura de un ser humano, completamente negra, que en este caso muchas veces simbolizaba a la muerte, o sirviendo a Anubis.
Para los antiguos egipcios los componentes del espíritu humano eran: Ib, Ka, Ba, Aj, Ren y Sheut.
En un comentario al Libro de los muertos, el egiptólogo Ogden Goelet, Jr. hablaba de las formas de la sombra:

En muchos papiros y tumbas del Libro de los muertos, se representa al difunto saliendo de la tumba de día en forma de sombra, una silueta delgada, negra y sin rasgos de una persona. La persona en esta forma es, una mera sombra de su existencia anterior, aunque sigue existiendo. Otra forma que adopta la sombra, especialmente en relación con los dioses, es un parasol de plumas de avestruz, un objeto que crearía una sombra.